# Льюис, Эрнест
Эрнест Вул Льюис (англ. Ernest Wool Lewis; 5 апреля 1867, Хаммерсмит, Мидлсекс, Великобритания — 19 апреля 1930, Плимут, Великобритания) — британский теннисист, победитель Уимблдонского турнира в мужском парном разряде.

## Теннисная карьера
Эрнест Льюис впервые вышел в финал Уимблдонского турнира в парном разряде в 1884 (в 17 лет). Они с Э. Л. Уильямсом тогда проиграли в четырёх сетах знаменитым братьям Эрнесту и Уильяму Реншоу. В паре с Джорджем Гильярдом доходил до финала и терпел поражение в 1889 и 1890.
В 1892 — завоевал свой первый и единственный титул на Уимблдоне, когда они вместе с Гарольдом Барлоу победили со счётом 4-6, 6-2, 8-6, 6-4 другую известную пару братьев-теннисистов, Герберта и Уилфреда Бадделей.
В общей сложности, Льюис за свою карьеру семь раз (1884, 1889, 1890, 1892—1895) играл в финале Уимблдонского турнира в мужском парном разряде.
В одиночном разряде его лучшим результатом был выход в финал турнира претендентов (1886, 1888, 1892, 1894). В 1894 году Льюис выиграл у Герберта Бадделея в полуфинале в сложном пятисетовом матче, но потом, в финале, потерпел сокрушительное поражение со счетом 0-6, 1-6, 0-6 от Уилфреда Бадделея.
В 1890 году Льюис завоевал титул на Чемпионате Ирландии, победив в финале в пяти сетах ирландца Уилогби Хэмилтона. В 1892 году — одержал победу на турнире в Queens Club, после того как в решающем матче одолел Джошуа Пима.